# Zeitung für Einsiedler

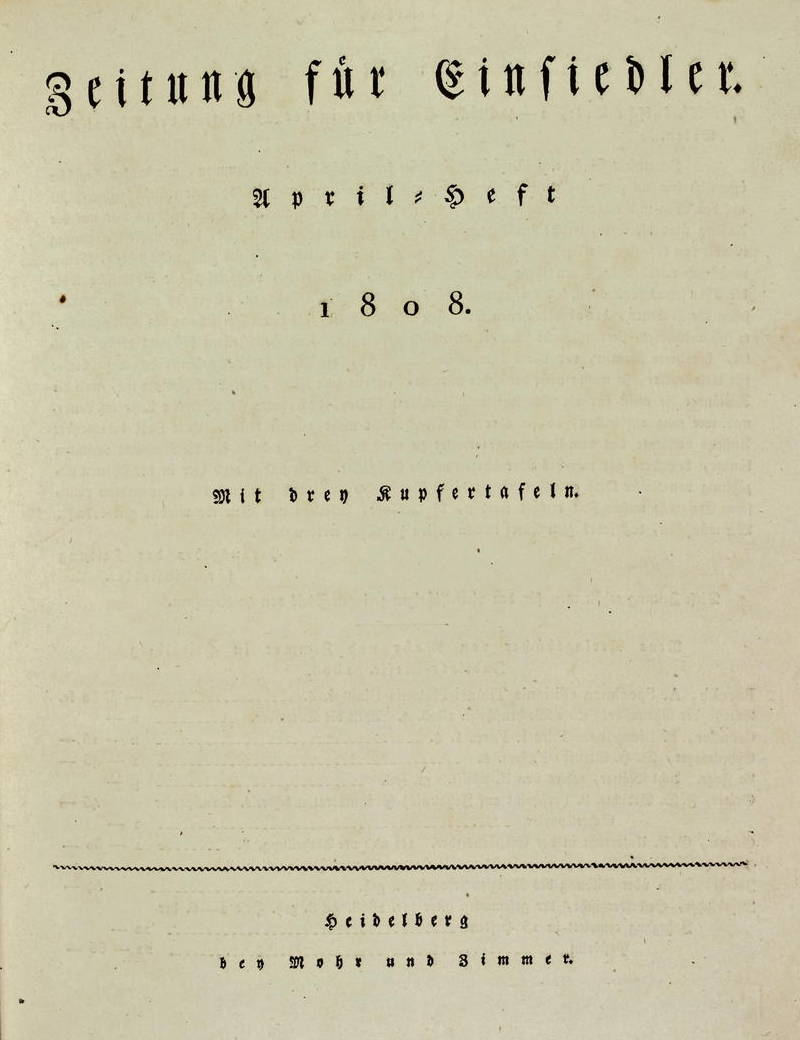

Die Zeitung für Einsiedler ist eine zwischen April und August 1808 veröffentlichte Zeitschrift der Heidelberger Romantik. Sie erschien, bis Juli zweimal wöchentlich, in 37 Nummern mit fortlaufender Spaltenzählung beim Heidelberger Verlag Mohr und Zimmer. Herausgegeben wurde sie anonym von Achim von Arnim unter redaktioneller Mitwirkung von Clemens Brentano und Joseph Görres. Sie galt als Sprachrohr der Heidelberger Romantiker und spielte eine wichtige Rolle in dem Konflikt zwischen der Romantik und der Klassik, dem so genannten Sonettkrieg.

## Inhalt und Charakter

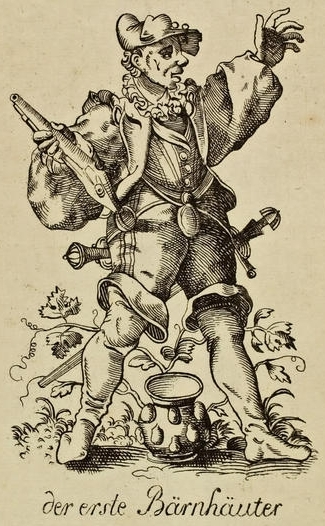
Der erste Bärnhäuter von Ludwig Emil Grimm

Der Inhalt der Zeitschrift bildet die Bemühungen der Zeit zur Erlangung eines Volksgedankens und einer deutschen Identität ab, welches vor allem durch die Wiederentdeckung der älteren deutschen Literatur geschieht. Dabei war jedoch weder Form noch Inhalt festgelegt: Es werden Märchen, Erzählungen, Lieder und Gedichte ineinander vermischt und Wissenschaft und Poesie miteinander verbunden. Ein oft gebrauchtes Mittel der jungen Heidelberger Romantiker ist die Verwendung des Sonetts und der Satire.
Zur Entdeckung der Volksliteratur stellt Joseph Görres die Sage vom gehörnten Siegfried und den Nibelungen dar und Wilhelm Grimm gibt Heldenlieder, Romanzen und Legenden aus dem Dänischen in deutscher Sprache wieder. Jacob Grimm behandelt in seinen Gedanken: wie sich die Sagen zur Poesie und Geschichte verhalten seine Theorie, dass die Geschichte und die Poesie in den Anfängen zusammenfällt und die Urform der Poesie das Epos sei. Dies bildet auch die theoretische Grundlage für das Literaturverständnis der beiden Brüder, welche sie bis in ihre späten Jahre befolgten. Ebenfalls Eingang findet das Märchen Von den Mahandel Boom in plattdeutscher Sprache von Philipp Otto Runge, welches die Brüder Grimm in ihre Kinder- und Hausmärchen übernahmen.
Ludwig Tieck veröffentlichte Teile seiner Bearbeitung von König Rother zieht einer Jungfrau die Schuhe an und das bis dahin ungedruckte Drama Gelo und Genovefa des Sturm-und-Drang-Dichters Maler Müller, dessen Schriften er zu der Zeit im Begriff war herauszugeben. Friedrich Schlegel steuerte Übersetzungen aus dem Indischen sowie ein eigenes Gedicht (An den Ufern des Mains) bei und sein Bruder August Wilhelm Schlegel das Gedicht Tells Kapelle bei Küssnacht. Ferner erscheinen Beiträge von Zacharias Werner (Der steinerne Bräutigam und sein Liebchen), Friedrich de la Motte Fouqué (Aufforderung), Justinus Kerner (Zwei Särge), Friedrich Hölderlin (Entstehung der deutschen Poesie) und des damals gerade 21-jährigen Ludwig Uhland. Auch finden sich erste Poesien von Landshuter Studenten um Friedrich Ast.
Von Clemens Brentano stammt unter anderem die satirische Volkssagenparodie Geschichte und Ursprung des ersten Bärnhäuters: Ein Landsknecht, der weder in den Himmel noch in die Hölle aufgenommen wird, soll schließlich eine Tochter von „Messalinus Cotta“ heiraten. Am Ende entschließt er sich jedoch lieber den Weg des Freitodes zu nehmen. Dies zielt direkt gegen den Herausgeber des Morgenblatt für gebildete Stände Johann Friedrich Cotta. Vorlage für den Text bildete Der erste Bärnhäuter (1670) von Hans Jakob Christoffel von Grimmelshausen.
Einige der nicht unterzeichneten Beiträge und alle unter dem Pseudonym Einsiedler herausgegebenen Werke stammen von Achim von Arnim.

## Geschichte

### Idee einer Zeitschrift
Die Idee einer Zeitschrift kursierte einige Zeit zwischen Arnim und Brentano, wurde aber oftmals verworfen oder durch andere Arbeiten, wie die Herausgabe von des Knaben Wunderhorn, zurückgestellt. Einen ersten Schritt zur Durchführung dieses Vorhabens unternahm Brentano, als er in einem Brief an Johann Georg Zimmer, Mitbesitzer des Verlages Mohr & Zimmer, folgenden Vorschlag äußerte:

„Ein zweiter Vorschlag, den ich mir in seiner Ausführung besonders reizend denken kann, wäre eine Zeitung in der Art des Morgenblattes, aber ganz als sei sie aus der Zeit des Mittelalters, oder vielmehr einer imaginären literarischen Zeit.“

„Nichts Modernes, nichts Gelehrtes, nichts Getändeltes, nichts Bekanntes, nichts Langweiliges – eine schöne reizende Kunstkammer, welche sich selbst erklärt, und in welcher sowohl Alt als Jung sich gerne begeistern.“

In einem Brief vom 2. Dezember 1807 erklärte sich Zimmer mit einigem Vorbehalt bereit, eine derartige Zeitschrift zu verlegen. Arnim war zu dieser Zeit gerade dabei, von Kassel nach Heidelberg umzuziehen, um dort den Druck der beiden letzten Bände Des Knaben Wunderhorn zu überwachen. Während eines Zwischenaufenthalts in Frankfurt am Main richtet er in einem Brief folgende Worte an Brentano:

„Vielleicht gebe ich meine opera omnia in Heidelberg als eine Zeitung heraus, und was im vorigen Jahre von mir unter dem Titel des Preußen angekündigt war, das kommt jetzt unter meinem eigenen Namen heraus; Du mußt auch Beiträge senden.“

Während in einem weiteren Brief vom 25. Januar 1808 an Brentano noch von einem kritischen Blatt „Lügen“, welches sich direkt gegen Johann Heinrich Voß richten sollte, die Rede ist, entschließt er sich doch den Zeitungsentwurf von Zimmer umzusetzen.
Jedoch fand er das akademische Leben in Heidelberg nach seiner Ankunft völlig verändert vor. Grund waren die von Brentano geschaffenen Konflikte mit den Anhängern der Klassik, welche zusätzlich von Görres geschürt worden waren. Trotzdem hielt Arnim weiter an der Idee der Zeitung fest und verfasste gegen Ende Januar die Ankündigung der allgemeinsten Zeitung, welche Mitte Februar in den Heidelbergischen Jahrbüchern der Literatur abgedruckt wurde. Hier erläutert er auch den Begriff des Einsiedlers: Er meint damit die Menschen, die „strenge Buße des Müßiggangs treiben“, solche, die sich aus den Zusammenhängen des täglichen Lebens befreit haben und sich vollkommen dem Studium und der Lektüre hingeben. Herausgegeben werden sollte sie „von einer Gesellschaft“, worauf die Verlagshandlung Mohr und Zimmer einen Vermerk folgen ließ, dass es mit der Zeitschrift ernst gemeint sei.
Am 1. April 1808 erschien die erste Nummer der Zeitung für Einsiedler.

### Sonettschlacht bei Eichstädt
Johann Heinrich Voß, der seit 1805 eine Professur in Heidelberg innehatte und sich an der Redaktion des Morgenblatt für gebildete Stände beteiligte, veröffentlichte in der von seinem Freund Heinrich Karl Abraham Eichstädt redigierten Jenaer Allgemeinen Literatur-Zeitung eine Rezension über Gottfried August Bürgers Sonette. Darin setzt er das Sonett zu einer „grillenhaften Reimkünstelei“ und einem „Klinggedicht“ herab, welches „die freie Kunst des Gesanges entwürdigt“. Jedoch gilt dies nicht nur dem bereits verstorbenen Bürger, sondern Voß wendet sich in seinem Angriff auch gegen alle Romantiker: „Könnt ihr denn, hochherzige Verheißer italienischer Wohllaute, könnt ihr nicht über die gemeinste Eintönigkeit euch emporschwingen?“
Die „Einsiedler“, wie sich die Beteiligten der Zeitschrift selbst nannten, reagierten darauf in der Nummer 26 vom 29. Juli mit Spott. Den Anfang machte die von Joseph Görres anonym veröffentlichte Parodie Die Sonnettenschlacht bei Eichstädt. Darin erzählt er, wie die Nation der Sonette in einer Schlacht von den antikischen Verslern abgemetzelt und ausgerottet werden. Nur ein Waisenkind überlebt und kann glücklich entfliehen. Unter der Überschrift wird auch gleich vermerkt, dass sich der Beitrag gegen Voß’ Rezension richtet, indem die dazugehörige Literaturangabe zitiert wird. Den weiteren Werdegang des letzten überlebenden Sonetts schildert das ebenfalls anonym erschienene und womöglich von Brentano verfasste Pasquill Der Einsiedler und das Klingding, nach der Schlacht bei Eichstädt. Es wird beschrieben, wie das Sonett einen Einsiedler trifft und mit ihm eine neue Schar Sonette zeugt. Dabei ist das Gespräch zwischen den beiden in Sonettform gehalten.
In letzterem Text erscheint auch ein bereits 1806 verfasstes griechisches Sonett von August Boeckh, dessen Name aber an keiner Stelle zitiert wird. Es steht in einem Zwiegespräch mit dem Einsiedler, der jedoch kein Griechisch versteht. Er reagiert nur auf den Wortklang des griechischen Sonetts, wodurch einige humoristische Missverständnisse entstehen. Boeckh scheint jedoch nichts von seinem eigenen Beitrag zur Einsiedlerzeitung mitbekommen zu haben und Voß schrieb es seinem Freund Friedrich Creuzer zu.

### Beilage zur letzten Nummer
Während die Zeitung für Einsiedler von Anfang April bis Ende Juli zweimal wöchentlich erschien, trat im August 1808 eine Pause ein. Ende August, am 27. und 30., veröffentlichte Arnim die letzten beiden Nummern seiner Zeitschrift und legte zur Letzten noch eine 40 Spalten umfassende Beilage hinzu. Sie enthält die Schlussabrechnung von Arnim mit Voß, Geschichte des Herrn Sonet und des Fräuleins Sonete, des Herrn Ottav und des Fräuleins Terzine, dargestellt in 90+3 Sonetten. Die ersten 58 Sonette enthalten jeweils einen kurzen, kritischen Vermerk eines Rezensenten, teilweise wörtlich aus der Bürger-Rezension entnommen.
Auch Görres holt hier noch einmal zum Schlag aus: von ihm stammt die Satire Des Dichters Krönung, in der er Voß als „hyperborischen Horribiliscribifax“ darstellt, eine Anspielung auf die prahlenden Soldaten Horribilicribifax und Daradiridatumdarides aus Andreas Gryphius’ Horribilicribifax Teutsch (1663). Seine Diener, bestehend aus Hunden, Gänsen und Unken, stellen die Anhänger von Voß dar. Der Horribiliscribifax lädt die Tiere auf einen Schmaus in seinen Hort ein, was eine Anspielung auf die zahlreichen Festessen in Voß’ Werken ist. Zur Gefolgschaft gehört auch der „Adebar Messalinus Cotta“, ein weiterer Seitenhieb gegen Johann Friedrich Cotta, welcher hinter dem Geschütz sitzt und sein Teleskop auf den Karfunkelberg, den Hort der Romantiker, richtet. Der Chor der Gänse wird von der Martensgans angeführt, ein Verweis auf den seit 1807 in Heidelberg unterrichtenden Georg Friedrich von Martens. Georg von Reinbeck wird als Affe Rindbock erwähnt, der Hausdiener des Horribiliscribifax. Es stellt somit eine Allegorie der Situation zwischen der romantischen und der rationalistischen Gruppe in Heidelberg dar.

### Tröst Einsamkeit

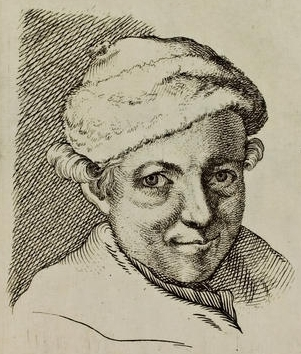
Kupferstich des deutschen Michel von Ludwig Emil Grimm

Im gleichen Jahr erschien die gebundene Ausgabe der Zeitung für Einsiedler unter dem Titel Tröst Einsamkeit, alte und neue Sagen und Wahrsagungen, Geschichten und Gedichte, zusammengestellt aus den nicht verkauften Exemplaren. Hier gibt sich Achim von Arnim als Herausgeber der Zeitschrift zu erkennen. In seinem Vorwort An das geehrte Publikum stellt er die Leserschaft als personifizierten philisterhaften Bürger mit einer „dicken Nachtmütze“ dar, als deutschen Michel, welcher sich „Sorge“ um die Zeitung gemacht hat, aber schlussendlich glücklich über das Einstellen derselben war. Hier kommt seine Verärgerung über die unsachliche Beurteilung seiner Zeitschrift zum Ausdruck. Beigelegt wurde ein Kupfer von Ludwig Emil Grimm, welches in Form von Johann Caspar Lavaters Physiognomischen Fragmente dies porträtiert.
Brentano hatte Heidelberg bereits Ende Juni verlassen, Görres seine Lehrtätigkeit in Koblenz Anfang Oktober wieder aufgenommen und Arnim verließ Heidelberg Mitte November, das Morgenblatt für gebildete Stände feierte dies als Triumph über die Zeitschrift und die Einsiedler und verspottete das Erscheinen derselben als Buchform.

## Rezeption
Trotz ihrer kurzen Erscheinungszeit erreichte es die Zeitschrift, dass eine große Anzahl noch junger deutscher Autoren ein neues künstlerisches Selbstbewusstsein fand. Joseph von Eichendorff beschreibt den Konflikt mit Voß fünfzig Jahre später in Halle und Heidelberg und stellt sich auf die Seite der Einsiedler. Sie dienten ihm auch vielmals als Anregung: So entnahm er der Namen Gaston für seine Erzählung Die Entführung (1839) aus der in der Zeitung für Einsiedler abgedruckten Nacherzählung Von dem Leben und Sterben des Grafen Gaston Phöbus von Foix und von dem traurigen Tode seines Kindes Gaston von Clemens Brentano.
Das Mitteilungsblatt der Internationalen Arnim-Gesellschaft erscheint unter dem Titel Neue Zeitung für Einsiedler.

## Ausgaben
- Ludwig Achim von Arnim (Hrsg.): Tröst Einsamkeit, alte und neue Sagen und Wahrsagungen, Geschichten und Gedichte. Akademische Verlagsbuchhandlung von Mohr, Heidelberg 1808.
- Fridrich Pfaff (Hrsg.): Arnim’s Tröst Einsamkeit. Akademische Verlagsbuchhandlung von Mohr, Freiburg im Breisgau / Tübingen 1883.
- Achim von Arnim, Clemens Brentano (Hrsg.): Zeitung für Einsiedler. Mit einem Nachwort zur Neuausgabe von Hans Jessen. Cotta, Stuttgart 1962 (Lizenzausgabe bei: Wissenschaftliche Buchgesellschaft, Darmstadt 1962).
- Gerhard Wolf (Hrsg.): Achim von Armin: „Mir ist zu licht zum schlafen“. Gedichte, Prosa, Aufsätze, Stücke, Briefe nebst einigen Kupfern aus der «Zeitung für Einsiedler». Der Morgen, Berlin 1983.
- Ludwig Achim von Arnim: Werke und Briefwechsel. Historisch-kritische Ausgabe. Bd. 6. Zeitung für Einsiedler. Fiktive Briefe für die Zeitung für Einsiedler. Hrsg. von Renate Moering. Bd. 6/1:Text, Bd. 6/2: Kommentar. Berlin/Boston: de Gruyter 2014